# Paduniella vandeli
Paduniella vandeli là một loài Trichoptera trong họ Psychomyiidae. Chúng phân bố ở miền Cổ bắc.